# Licence to Grill
Licence to Grill är ett kanadensiskt matlagningsprogram med Robert Rainford som programledare. Programmet spelade in i fem säsonger från 2004 till 2007 och har visats i TV4 och TV4 Plus.